# Euzebiusz Fert
Euzebiusz Fert (ur. 14 sierpnia 1919 w Olkuszu, zm. 15 lutego 1992 w Zawadzkiem) – polski lekkoatleta długodystansowiec i maratończyk.
Urodził się i wychował w Olkuszu. W wieku 10 lat po chorobie częściowo utracił słuch. Po 1945 mieszkał w Staniszczach Wielkich, a od 1956 w Strzelcach Opolskich, gdzie do emerytury pracował w Fabryce Maszyn Rolniczych Agromet-Pionier.
Jako lekkoatleta specjalizował się biegu maratońskim. Był mistrzem Polski w tej konkurencji w 1959 i 1960, wicemistrzem  w 1958, 1962 i 1963 oraz brązowym medalistą w 1964. Oprócz tego jeszcze siedem razy kończył maraton na mistrzostwach Polski w pierwszej ósemce.
Oprócz tego odnosił wiele sukcesów w międzynarodowych zawodach głuchoniemych.
Był zawodnikiem  klubów Stal Katowice, Stal Poznań, Stal Strzelce Opolskie i Pionier Strzelce Opolskie.
Rozgrywany od 1990 bieg uliczny w Strzelcach Opolskich nosi od 1992 imię Euzebiusza Ferta.